# 江里夏
江里夏（日语：／ Erika，1989年6月21日—），日本女性配音員。出身於神奈川縣。身高153cm。AB型血。

## 簡介
CHK聲優中心出身，現為自由身，以前經歷Holy Peak、Kenyu Office。
為人熟悉的代表配音作品有《動物橫町》主角松崎亞美、《Saint October》的艾絲梅爾蘭達、《守護甜心！》的柊立花及《寶石寵物》系列的吉塔那。

### 人物、來歷
2005年以電視動畫《動物橫町》出道。之後在網路電台節目《G.S.Station DASH！》和同行淺倉杏美、曾田光星共3人組成聲優組合「MEA:*（メアコロン）」。
2008年4月，離開經紀公司Holy Peak，在那之後有一段時間以自由身持續參加，2009年4月10日加入Kenyu Office，但沒多久再度成為自由身。
有一個哥哥。另外與平野綾是讀同一所國中的學姊和學妹。
興趣：電影&音樂鑑賞、讀書、豎琴。特長：電子風琴。

## 演出
粗體字表示主要角色。

### 電視動畫
2005年
- 動物橫町（松崎亞美）
- 學園快樂七福神 ～The·電視漫畫～（日语：はっぴぃセブン）（少年、友人、患者、客、村人 等）

2006年
- 彩雲國物語（桃華）
- 親愛芳鄰（大河內望巳）
- 完美小姐進化論（菊之井玉緒／大小姐、羅克珊、女服務生 等）

2007年
- Saint October（艾絲梅爾蘭達）
- 暮蟬悲鳴時（菊子）

2008年
- 奇奇的異想世界（女孩子、小孩2）

2009年
- 元素高手（艾咪·卡爾〈少女時期〉）
- 寶石寵物（2009年－2015年，吉塔那）6系列
- 守護甜心！派對！（柊立花）
- 夢色蛋糕師（三原理繪、安堂百繪）

2010年
- 空·之·音（ユウコ）
- 信蜂（安貝莉、女僕A）2系列
- FAIRY TAIL（魔導士）

2011年
- 花樣河童（日语：はなかっぱ）（蛇、毛毛蟲小K）

2021年
- 交貨送達！FM83〇！週一之夜交響曲！S（美緒[4]）

### OVA
2005年
- 我永遠的聖誕老人

2011年
- 型男戀愛王國 Love&Beauty★（日语：姫ギャルパラダイス）[注 2]

### 網路動畫
2008年
- （桐島安賀里、小宮、金色貓（冒充））

### 遊戲
2005年
- 動物橫町 心跳☆心跳救出大作戰！之卷（松崎亞美）

2006年
- 動物橫町 心跳☆心跳進級測驗！之卷（松崎亞美）

2010年
- 赤刀（日语：赤い刀）（真田鈴蘭）

2011年
- 赤刀 真（真田鈴蘭）

2012年
- Star Plus One！（日语：スタプラ!）（春野十萌）

2013年
- 擂台☆夢想 ～女子職業摔角大戰～（日语：リング☆ドリーム 女子プロレス大戦）（中江鸚哥、[5]）

### 外語配音

#### 動畫
- 奇羅（日语：ぼくチロ!）（千代）
- 超鼠特攻

### 廣播
※記號表示說明網路廣播。
- G.S.Station（節目主持人）※
- （市川URARA FM（日语：エフエム浦安））

### 電視劇
- 新·天使的VOICE 第13話（enter！371（日语：エンタ!959），2008年10月19日）

### CD
- 動物橫町相關（松崎亞美）
  - （「亞美 with 小爾、健太、依沙」名義）
  - 動物橫町樂園專輯1 心跳☆心跳旅遊之卷
  - 動物橫町樂園專輯2 心跳☆心跳無人島之卷
  - 動物橫町樂園專輯3 心跳☆心跳DJ之卷
  - 動物橫町樂園專輯4 心跳☆心跳45分鐘環遊世界一周之卷
  - 動物橫町專輯 ～心跳☆心跳 歌唱精選之卷～

## 腳註

## 外部連結
- Kenyu Office所屬期間的聲優簡介，存于 （日語）
- ～Ｏｎｅ ｄａｙ♪～ （页面存档备份，存于） （日語）－江里夏的官方個人部落格。
- （日語）－江里夏的官方個人部落格（舊）。
- 江里夏的X（前Twitter） （日語）
- （日語）－WEB THE TELEVISION（日语：ザテレビジョン）
- （日語）－goo人名事典
- 江里夏 （页面存档备份，存于） （日語）－oricon
- 江里夏 （页面存档备份，存于） （日語）－allcinema（日语：allcinema）